# Орифлама (настільна гра)
Оріфлама (англ. Oriflamme) — настільна гра, розроблена Адріаном та Акселем Есленгами, яка вийшла у 2019 році. Гра отримала нагороду As d'Or як найкраща сімейна гра року у 2019 році. В Україні гра локалізована видавництвом Geekach Games.

## Опис гри
Оріфлама — це гра на блеф, у якій кожен гравець має початковий набір з 10 карт, з яких випадковим чином відкидаються три карти. Раунд гри складається з двох фаз: у першій фазі кожен гравець кладе карту на початку або в кінці ряду карт на столі, у другій фазі гравець вирішує, чи розкривати свої карти та застосовувати їхні ефекти. Метою гри є набрати якомога більше очок впливу протягом шести раундів.

## Варіанти гри
| Рік  | Назва            | Автор                          | Коментар                                      |
| ---- | ---------------- | ------------------------------ | --------------------------------------------- |
| 2020 | Оріфлама: Спалах | Адріан Есленг та Аксель Есленг | Окрема гра та доповнення: 10 нових персонажів |
| 2022 | Оріфлама: Альянс | Адріан Есленг та Аксель Есленг | Окрема гра та доповнення: 10 нових персонажів |

## Нагороди
| Рік  | Церемонія | Категорія | Стан     | Джерела |
| ---- | --------- | --------- | -------- | ------- |
| 2019 | As d'or   | Гра року  | Перемога | [ 4 ]   |